# Цзінь Нун
Цзінь Нун (金农, 1687 —1764) — китайський художник та каліграф часів династії Цін, представник ґуртка «Вісім диваків з Янчжоу».

## Життєпис
Народився 1687 року у м.Ханчжоу (провінція Чжецзян). Цей художник обожнював подорожувати, а в 1727 році він зі своєю матір'ю поселився в Янчжоу. У 1736 вирішив зробити кар'єру державного службовця, але невдало. Серйозно взявся за пензель лише у п'ятдесятилітньому віці. Його картини були досить знані й популярні, забезпечили гарний статок й фінансову незалежність. Помер в Янчжоу у 1764 році.

## Творчість
Цзінь Нун вважається знавцем поезії, каліграфії, живопису та епіграфіки. Вінвикористовував більше двадцяти п'яти псевдонімів, що було характерно для представників «живопису вчених». Його улюбленими сюжетами були буддійські образи, квіти сливи мейхуа і бамбук. Про індивідуальний, простий і щирий стиль цього живописця можна судити по роботі «Автопортрет».
Його каліграфія сходить до офіційного і стандартного шрифту Хань, Вей, Південних і Північних династій (т.з. лішу 隸書, див. Clerical script). У ній, индивидуалистичній і відмінній, була особлива «твердість» і «правдивість». Стиль Цзін Нуна отримав назву «лакова каліграфія» (цішу).